# Ségala (Mali)
Ségala és una població de Mali a la regió de Sarana a 120 km al nord-oest de Sansanding. Una altra població amb el mateix nom se situa al Cercle de Kayes, regió de Kayes, al sud-oest de Mali, i forma un municipi amb 20 pobles incloent la pròpia població, amb un total de 30.305 habitants el 2009.

## Història
La Ségala de Sarana és la població important històricament. Sempre es va oposar al domini d'Ahmadu de Segu i fou el focus de la revolta contra els tuculors. El cap local va obtenir diverses victòries i va sotmetre el país fins a Guiré, al nord (a mig camí entre Goumbou i Sokolo). El 1887 el cap local Demba Couloubaly va signar un tractat amb els capitans Tantin i Quinquandon. Després de la conquesta de Ségou fou agregada al cercle de Bamako. Demba Couloubaly fou deportat el 1892 a Siguiri i el 1893 la ciutat, i la regió de Ségala, part de Sarana, fou incorporada al cercle de Sokolo 